# Papua-Nova Guiné nos Jogos Olímpicos
Papua-Nova Guiné participou pela primeira vez dos Jogos Olímpicos em 1976, e tem enviado atletas para participarem de todas as edições dos Jogos Olímpicos de Verão desde então, exceto quando eles participaram do boicote de 1980. A nação nunca participou dos Jogos Olímpicos de Inverno, e nunca ganhou uma medalha olímpica.
O Comitê Olímpico Nacional de Papua-Nova Guiné foi criado em 1973 e reconhecido pelo COI em 1974.